# Скарлетт, Дейн
Дейн Фаррелл Ска́рлетт (англ. Dane Pharrell Scarlett; род. 24 марта 2004, Хиллингдон, Большой Лондон) — английский футболист, нападающий клуба «Тоттенхэм Хотспур».

## Клубная карьера
Дейн — уроженец округа Хиллингдон, входящего в город Аксбридж лондонского боро Хиллингдон. Является воспитанником клуба «Тоттенхэм Хотспур». Перед сезоном 2020/2021 привлекался к тренировкам с основной командой клуба, выступал в товарищеских встречах. 26 ноября 2020 года, после «покера» за юношескую команду «Тоттенхэма», дебютировал за «шпор» в поединке Лиги Европы против «Лудогорца», выйдя на замену на 82-й минуте вместо Лукаса Моуры.  В возрасте 16 лет и 247 дней стал самым молодым игроком, появлявшимся на поле в футболке «шпор», сместив с места рекордсмена Джона Бостока.

## Карьера в сборной
Выступал за сборные Англии до 15, до 16, до 19, до 20 лет и до 21 года.
В июне 2022 года был включен в заявку национальной сборной на чемпионат Европы до 19 лет.

## Достижения
«Тоттенхэм Хотспур»
- Победитель Лиги Европы УЕФА: 2024/25

Сборная Англии (до 19 лет)
- Победитель чемпионата Европы (до 19 лет): 2022